# РПГ-1
РПГ-1, Ручной Противотанковый Гранатомёт — 1 модель (Индекс ГАУ — 56-Г-661) — советское комплексное индивидуальное огнестрельное оружие (ручной противотанковый гранатомёт) многоразового применения, из за другого комплекса разработки ГСКБ-30 не был принят на вооружение ВС Союза ССР. 
Применяемые к РПГ боевые припасы — выстрелы с надкалиберной кумулятивной гранатой с жёстким стабилизатором и пороховым зарядом. Пусковое устройство — безоткатное, многоразового использования.

## История
В завершающий период Великой Отечественной войны формирования РККА ВС СССР столкнулись с массовым применением вооружёнными силами нацистской Германии нового типа ручного противотанкового оружия — ручных противотанковых гранатомётов с кумулятивным боеприпасом. Они оказались эффективным средством борьбы с танками в боях на ближних дистанциях и в особенности в условиях городского боя.
На вооружении РККА в начале Великой Отечественной войны стояла ручная противотанковая граната РПГ-40 (Ручная противотанковая граната — 1940 года). Позже разработали, начали производить и использовать ручные кумулятивные гранаты РПГ-43 (Ручная противотанковая граната — 1943 года) и РПГ-6. В 1944 году разрабатывался также противотанковый гранатомёт ПГ-6, стрелявший ручными гранатами РПГ-6 или 50-мм осколочными минами.
Трофейные РПГ «Фаустпатрон» и «Панцерфауст» стали активно использоваться в войсками РККА. Таким образом, в СССР получили возможность всесторонне ознакомиться с этими противотанковыми гранатомётами, узнать их сильные и слабые стороны и выработать тактику применения.
К концу войны встал вопрос о разработке и запуске в производство собственных ручных противотанковых гранатомётов. В 1944 году на Научно-исследовательском полигоне стрелково-миномётного вооружения Главного артиллерийского управления (ГАУ) под руководством ведущего конструктора полигона Г. П. Ломинского начались работы по созданию ручного противотанкового гранатомётного комплекса в составе гранатомёта ЛПГ-44 (Лёгкий пехотный гранатомёт — 1944 года) и кумулятивной гранаты ПГ-70 (Противотанковая граната — 70 миллиметровая). 
В соответствии с указаниями ГАУ (ТТЗ) комплекс (оружие — выстрел) должен был пробивать 50 мм броню на дистанции до 400 метров под углом 60 градусов, и его вес, в боевом положении, не должен был превышать 12 килограмм. 
70-мм надкалиберная кумулятивная граната заряжалась с дульной части гранатомёта. Для метательного заряда гранаты использовался ружейный дымный порох, помещённый в трубке гранаты. Стабилизация гранаты в полёте осуществлялась с помощью жёсткого стабилизатора.
Гранатомёт представлял собой реактивную систему многоразового применения. Он имел гладкий ствол длиной 1000 мм калибра 30 мм. На стволе крепились ударно-спусковой механизм куркового типа и прицельная планка (мушки на гранатомёте не было. так как прицеливание производилось через прорезь прицела и по верхней кромке гранаты). На стволе гранатомёта крепились деревянные термозащитные накладки.
В 1944—1945 годах были проведены полигонные испытания гранатомёта, получившего после этого официальное наименование Ручной противотанковый гранатомёт РПГ-1, а граната — ПГ-1. 

«полигонные испытания выдержали и система в целом может быть признана вполне надёжным и эффективным средством борьбы с бронированными целями на ближних дальностях, не уступающим по своим боевым и служебным характеристикам известным иностранным образцам аналогичного назначения»— Выдержка из заключения полигона.
Начались подготовка серийного производства и изготовление опытных партий гранатомётов и гранат. Планировалось проведение широкомасштабных испытаний и принятие комплекса на вооружение. Однако значительное время, затраченное на доработку выстрелов к гранатомёту (это было связано с неудовлетворительным действием гранаты из-за несовершенства её взрывателя, и недостатками порохового заряда по стабильности горения при различных температурах летом и зимой), стало причиной морального старения комплекса. Работы по РПГ-1 продолжались до 1948 года, но доработать его не удалось, и на вооружение он принят не был.